# Gorgobrunnen „Medusa“

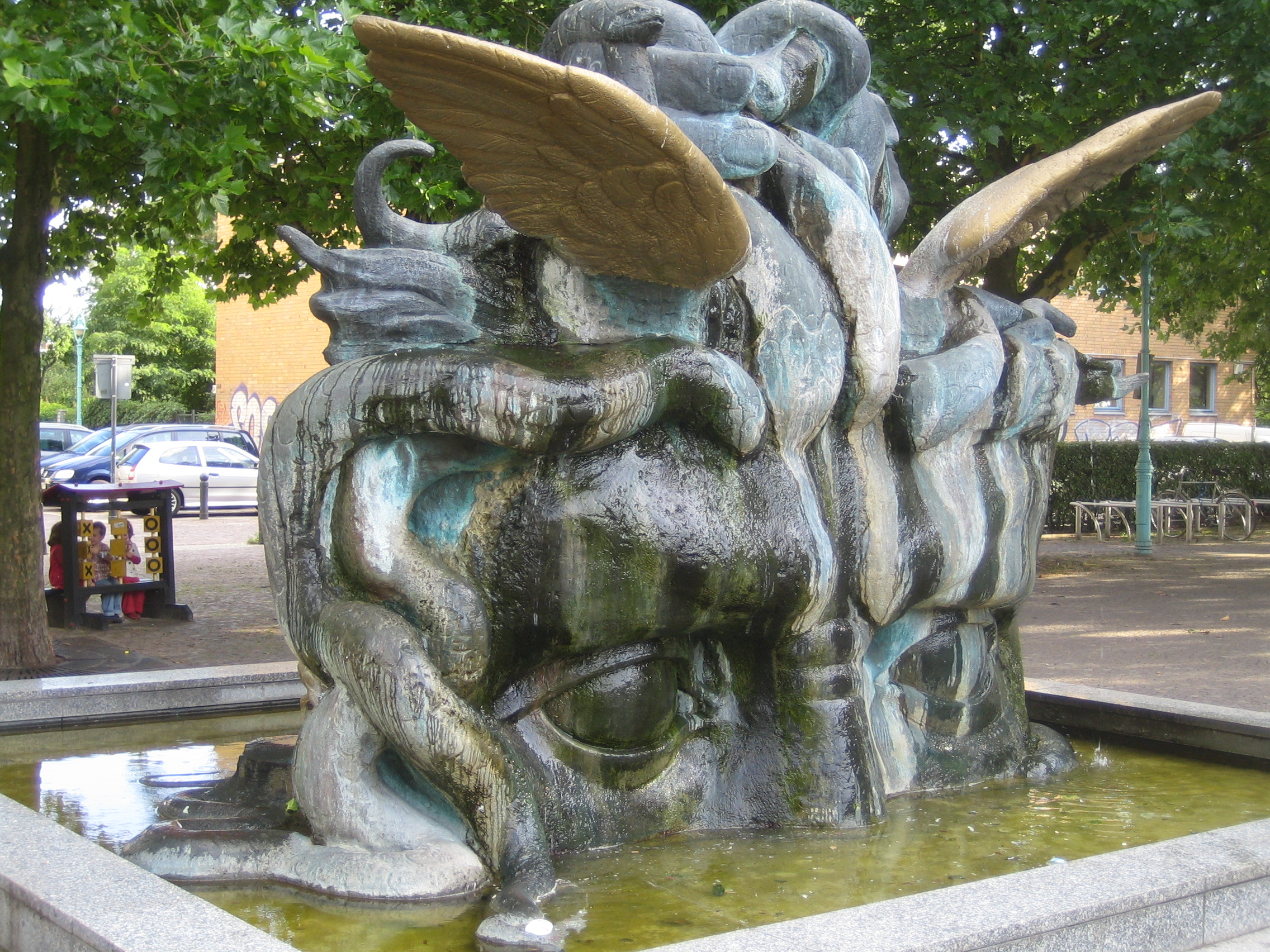
Der Gorgo- oder Medusabrunnen

Der Gorgo- oder Medusabrunnen ist eine 1987 eingeweihte skulpturale Brunnenanlage auf dem Henriettenplatz im Berliner Ortsteil Halensee. Thema der Bildhauerarbeit ist der Mythos von der verwandelten Medusa oder Gorgo, deren Anblick für jeden Betrachter verhängnisvoll war.

## Mythos

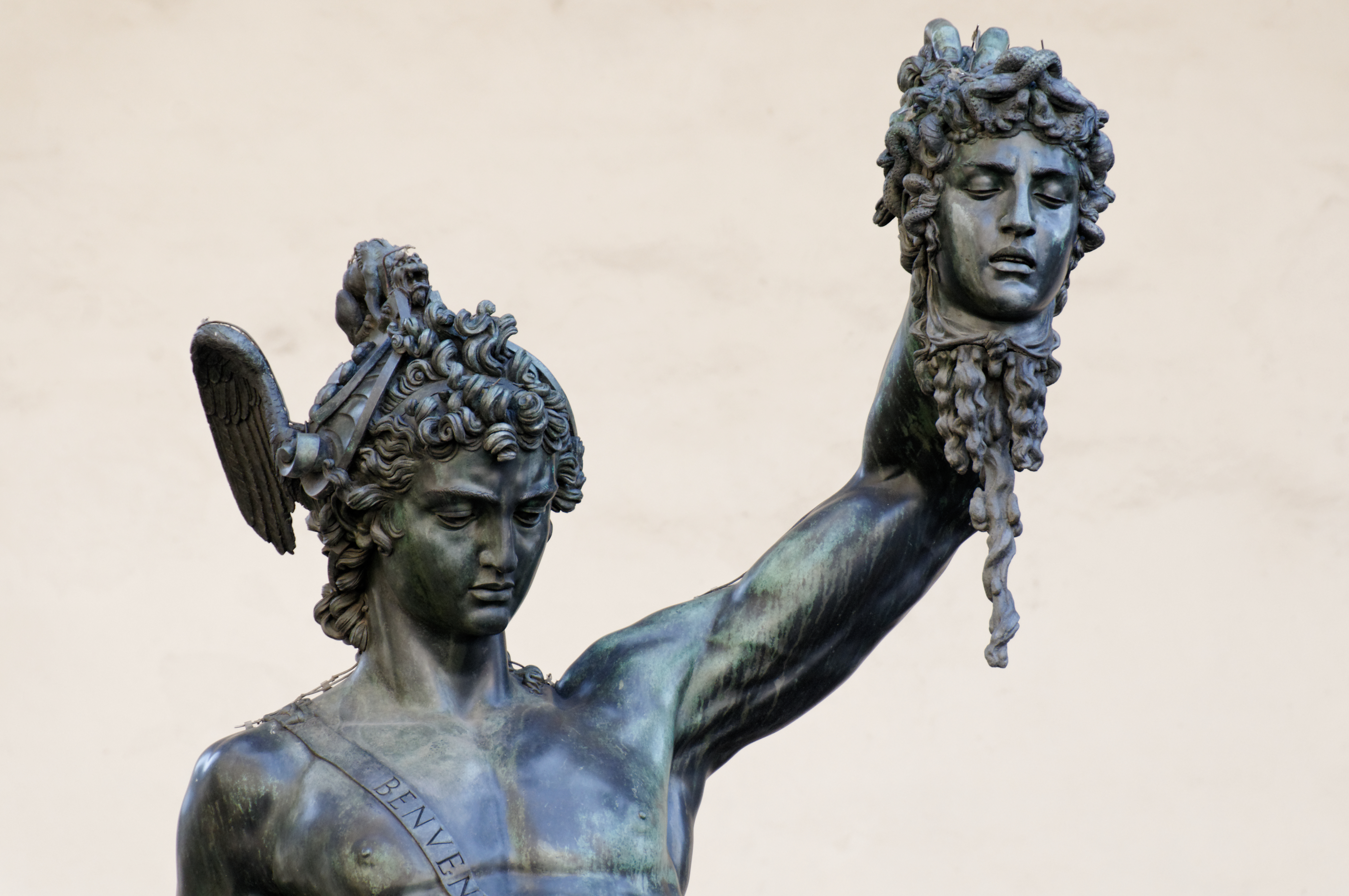
Cellinis Perseus mit dem Haupt der Medusa, Detail. Loggia dei Lanzi, Florenz

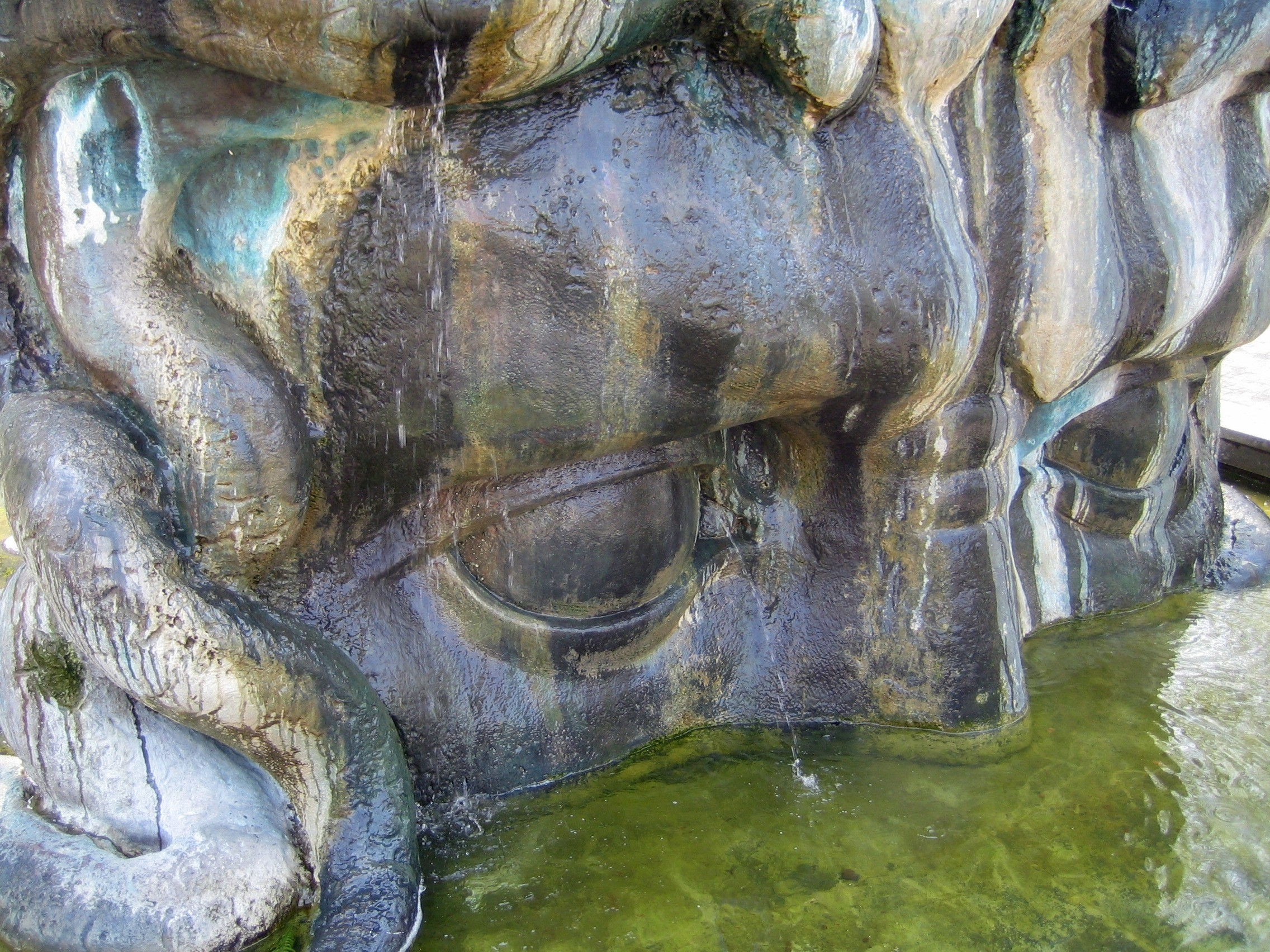
Teilansicht der Vorderseite

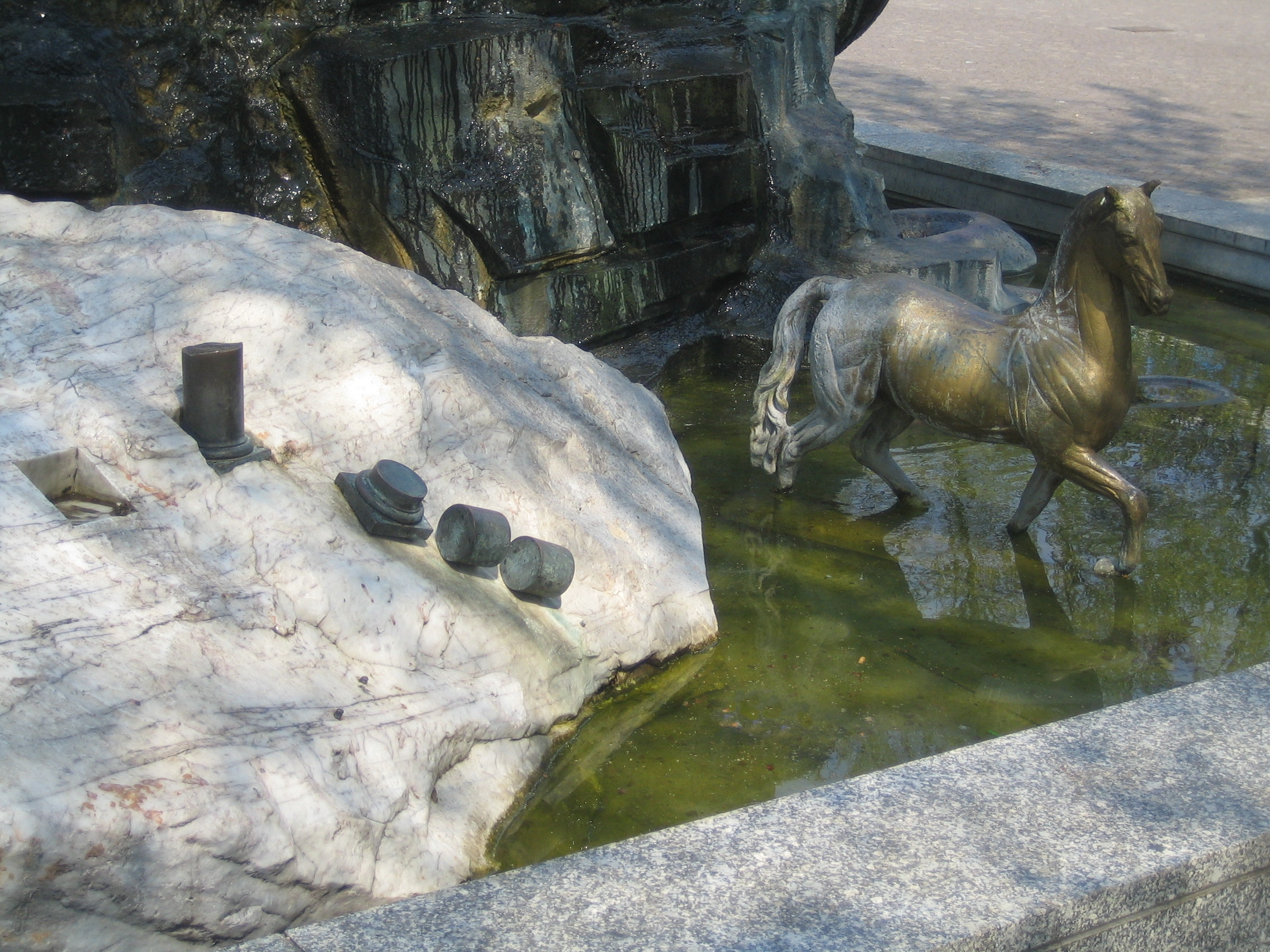
Details der Rückseite

Medusa war eine der drei Gorgonen, die einzige Sterbliche von den drei Töchtern antiker griechischer Meeresgottheiten. Ursprünglich eine Schönheit, wurde sie von Pallas Athene in ihrem Tempel beim Sex mit Poseidon überrascht und von der erzürnten Göttin in ein geflügeltes Ungeheuer mit Schlangenhaaren, langen Eckzähnen, Schuppenpanzer, glühenden Augen und heraushängender Zunge verwandelt. Ihr Anblick ließ jeden buchstäblich zu Stein erstarren.
In einem anderen Teil dieser mythischen Erzählung gelang es Perseus, einem Sohn des Zeus, die grässlich verwandelte Medusa zu enthaupten. Den tödlichen direkten Anblick vermied er durch den Blick in seinen verspiegelten Schild. Dem Rumpf der Medusa entsprang das geflügelte Pferd Pegasus, denn Poseidon hatte sich ihr in Gestalt eines Pferdes genähert. Perseus nimmt das Haupt der Medusa auf seinen weiteren Abenteuern mit. So rettete er später Andromeda vor dem Meeresungeheuer Keto, das in manchen Versionen beim Anblick des Hauptes der Medusa zu Stein erstarrt.

## Gestaltung
Das französische Künstlerehepaar Anne und Patrick Poirier hat den Brunnen gestaltet. Für die beiden ist das kulturelle Gedächtnis der Menschheit ein zentrales Thema. Sie benutzen Zitate aus der Antike und bringen sie in neue Zusammenhänge. Schon 1979 stellten sie in Ferrara acht Abgüsse von Gorgonenhäuptern aus, andere Installationen zu diesem Themenkomplex folgten. Im Mythos von Minerva/Gorgo, deren Anblick Lebewesen zu Stein verwandelt, sehen sie einen symbolischen Zusammenhang mit den Ursprüngen der Bildhauerei.

## Brunnen
Der Brunnen wurde 1987 im südlichen Bereich des Henriettenplatzes aufgestellt. Vorausgegangen war ein geschlossener Wettbewerb, den der Berliner Senat in Zusammenhang mit der Neugestaltung des Platzes durch den Architekten Arno Bonanni durchgeführt hatte. In einem quadratischen Becken von etwa 5 1⁄2 Meter Seitenlänge ragt ein übergroßes bronzenes Medusenhaupt aus dem Wasser, 4 Meter breit und 3 1⁄2 Meter hoch. Von dem Kopf sind nur Augenpartie und Nasenwurzel zu sehen, darüber die Stirn, aus der vergoldete Flügel wachsen. Aus den Haaren winden sich Riesenschlangen bis ins Brunnenbecken hinunter. Als Referenz auf die Andromeda-Sage werden einige der Schlangenhaare zudem von einer großen Hand gehalten. Die Rückseite ist als dunkle Felsenlandschaft gestaltet, im flachen Wasser des Brunnens steht ein kleines, vergoldetes Pferd, rund 70 Zentimeter hoch. Auf einem weißen Granitblock sieht man die Bruchstücke einer spielzeuggroßen Säule. An mehreren Stellen des Kopfes, beispielsweise aus den Augenwinkeln, tritt Wasser aus und läuft oder fällt in schmalen Rinnsalen herab in das Becken.